# دوقرة (موقع أثري)
دوقرة عبارة عن موقع أثري يقع على بعد 40 كم شمال غرب محافظة طريف التابعة لمنطقة الحدود الشمالية. يعود تاريخ الموقع إلى الفترة الرومانية المتأخرة أو إلى الفترة الإسلامية المبكرة، ويعتقد بعض الباحثين أن أطلال المباني في دوقرة تعود إلى العصر الأموي. كما أشارت تنقيبات هيئة التراث السعودية بالعثور على دلائل مادية أثرية تشير إلى استيطانه منذ العصور الحجرية.

## الوصف
تبلغ مساحة الموقع الإجمالية 5850 متراً مربعاً تقريباً، بالنسبة للمنطقة الجنوبية من الموقع فهي عبارة عن حرة واسعة الانتشار يغلب عليها الصخور البركانية، كما أنه توجد في هذه الجهة العديد من الدوائر الحجرية وبعض الرجوم المتهدمة، الكتل الحجرية المتراكمة. فيما يتعلق بالجهة الشمالية من الموقع فهي عبارة عن أرض طينية منبسطة تتجمع فيها مياه الأمطار. أما الجهة الشرقية من الموقع فتوجد فيه بركة بيضاوية الشكل، ويمتد من الجهة الشرقية للقصر باتجاه البركة بقايا جدران ربما استخدمت لتسهيل وصول المياه إلى القصر أو لتحويل الأمطار إلى البركة.
تم تحليل الكسر الفخارية تاريخيّاً، فأشارت الدراسات إلى أنها تنتمي إلى الفترة الرومانية المتأخرة أو إلى الفترة الإسلامية المبكرة. يتميز الموقع بوجود جبل يقع على بعد 8 كم جنوب قصر دوقرة الأثري، يسمى «جبل أقرن». ويعد من أشهر المعالم الطبيعية المميزة للموقع. 

## مكونات الموقع

### قصر دوقرة
قصر دوقرة عبارة عن أساسات جدران لبناء مربع الشكل، يبلغ طول ضلعه (0,425 م)، وله بوابة تقع في منتصف الجدار الشرقي للقصر يبلغ عرضها (0,285 م) وقد استخدم في بنائه الحجارة البركانية الكبيرة المهذبة، حيث تم بناؤه بطريقة متقنة، استخدمت المونة الطينية للربط فيما بينها، ويبلغ سمك جدرانه الخارجية (0,130 م)، كما أن القصر محاط بسور لحمايته.

#### الفناء
يحتل الفناء كامل الجهة الشرقية للقصر، كما أنه يحتل الجزء الأكبر من المساحة الإجمالية للقصر حيث تبلغ أطواله (40*0,3370 م)، وتطل عليه جميع الغرف الواقعة في الجهة الغربية من القصر، ويوجد بالقرب من الجدار الشمالي للفناء بئر قديمة مطمورة بالرمال.

#### الغُرَف
الغرف الموجودة في القصر عبارة عن سبع وحدات، تقع في الجزء الغربي من القصر، ويبلغ عرض كل غرفة من هذه الغرف (0,45 م)، أما أطوالها فتتراوح بين (0,570 - 0,470 م)، ولكل منها باب بعرض (0,125 م) يؤدي إلى الفناء، كما تتصل الغرف فيما بينها بأبواب يبلغ عرض الواحد منها متراً، ويفصل بين هذه الغرف جدران داخلية يبلغ سمكها (80 سم).

### بِرْكة دوقرة
بِركة دوقرة عبارة بِركة بيضاوية الشكل، تبعد مسافة 90 م في الجهة الشمالية الشرقية من القصر وتبلغ أطولها (80*55 م) وعمقها الحالي يتراوح من (1-2 م) وهي مطوية بأحجار بركانية غير متقنة البناء وذات مقاسات مختلفة. حالياً يملأ هذه البركة تربة طينية وأحجار صغيرة وينبت فيها وحولها بعض الحشائش. كما يوجد إلى الجنوب من البركة بقايا جدارين استخدما فيما يبدو لتحويل مياه الأمطار إليها.

### الدوائر الحجرية
هناك آثار تدل على وجود دوائر حجرية مغطاة بالرمال تقع على منحدر هضبة، وفي أعلى الهضبة، تم العثور على عدد من النُصُب التذكارية أو الرجوم التي يعتقد أنها كانت مقابر، وتبلغ أقطارها حوالي أربعة أمتار وارتفاعها متر ونصف. كما عثر في الموقع أيضاً على كسر فخارية بعضها مزجج، ومجموعة من حجر الصوان عبارة عن مقتطعات حجرية طولية الشكل، تشتمل على أنصال ومكاشط ومثاقب ورؤوس سهام.

### التلال الأثرية
هناك مجموعة من التلال الأثرية تقع على بعد خمسة كيلومترات شمال القصر، يبلغ عددها حوالي خمسة عشرة تلاً أثرياً، يعتقد أنها تعود لمقابر جماعية أو أنها فقط تشكل طابعاً معمارياً مميزاً للموقع.